# 大畠美咲
大畠 美咲（おおはた みさき、1989年〈昭和64年〉1月5日 - ）は、日本の元女子プロレスラー。

## 所属
- JDスター女子プロレス（2006年 - 2007年）
- エスオベーション（2007年 - 2010年）
- フリーランス（2012年）
- ZABUN（2012年 - 2014年）
- プロレスリングWAVE&OSAKA女子プロレス（2015年 - ）

## 経歴・戦歴
2006年
- JDスター女子プロレスに入門。
- 12月10日、新木場1stRING大会の対松本浩代戦でデビュー。

2007年
- 4月30日、LEAGUE PRINCESS公式戦で大木香相手に初勝利。
- 7月16日にJDスターが活動停止。翌7月17日付でエスオベーションに移籍。

2009年
- 2月 - 4月、センダイガールズ主催「第2回じゃじゃ馬トーナメント」ベスト4。
- 5月31日、息吹・後楽園ホール大会。松本浩代からJWP認定ジュニア王座&POP王座を奪取。初タイトルを獲得した。
- 11月8日、さくらえみの保持するICE×60王座に挑戦するも敗退。

2010年
- 9月23日、米山香織の保持するJWP認定無差別級王座に挑戦するも敗退。
- 同年限りでエスオベーションを離脱してフリーになった。

2011年
- 1月19日、WAVE新木場大会にて現在のトレードマークであるバラ鞭を初めて使用する。
- 3月6日、「JWPタッグリーグ・ザ・ベスト2011」にLeonとのタッグ「獅子の穴」で決勝に進出するも春倉に敗れ準優勝。
- 3月20日、初の獅子の穴主催興行が行われLeonの保持するハイスピード王座に挑戦するも敗退。
- 3月26日、シカゴで行われたSHIMMER37（昼）で松本浩代との「3S」で、カナディアンニンジャズ（ポーシャ・ペレス&ニコル・マヒューズ）の持つSHIMMERタッグ王座に挑戦し、王座奪取に成功。SHIMMER38（夜）で初防衛。
- 3月27日、SHIMMER39（昼）でタッグ王座2度目の防衛に成功するが、SHIMMER39（夜）でデイジー・ヘイズ&中川ともか組に敗れ王座陥落。
- 6月12日、中川ともか&松本浩代の保持するOZアカデミー認定タッグ王座に吉田万里子とのコンビで挑戦するも敗退。
- 7月24日、「Catch the WAVE」の優勝者決定トーナメントに進出し、準決勝で植松寿絵から金星をあげるも決勝では華名に敗れ準優勝。
- 9月11日、ヘイリー・ヘイトレッド&米山香織の保持するTLW世界女子タッグ王座に中森華子とのコンビで挑戦するも敗退。
- 10月7日、A☆YU☆MIの保持するX-LAW女子王座に挑戦するも敗退。
- 10月10日、世界○○級王座決定バトルロイヤルを制し大畠がコスプレだったため、世界コスプレ級王座の初代王座となる。
- 12月11日、華名&栗原あゆみの保持するWAVE認定タッグ王座に紫雷美央とのコンビで挑戦するも敗退。

2012年
- 1月7日、仙台リボンで凱旋。
- 8月26日、この日付でZABUN所属となる[2]。
- 11月16日、藤本つかさと組んで「DUAL SHOCK WAVE2012」優勝。
- 11月27日、後楽園ホールにてハタナカヨウコ（GAMI&中川ともか）が持つWAVEタッグに挑戦して王座奪取。
- 12月16日、WAVEシングル王座「Regina di WAVE」トーナメント出場権を獲得。

2013年
- 2月17日、Regina di WAVE1回戦、桜花由美と対戦、しかし敗れる。
- 7月15日　「Catch the WAVE」決勝トーナメント決勝戦で中島安里紗に勝利し、第五代「波女」になる。
- 8月、ZABUN人事部長に昇格[3]。
- 11月29日、WNC初参戦。紫雷美央と組み真琴&松本都と対戦して勝利[4]。
- 12月15日、WAVEの人気投票企画「ZAN1」で2年連続1位となり、Regina挑戦権を得る。

2014年
- 2月9日、DDTプロレスリングの男性限定興行「野郎Z」に参戦し、アントーニオ本多、諸橋晴也と「アイ・恥ずかしいっと3WAYマッチ」に挑む。胸の谷間に諸橋が持ち込んだ魚肉ソーセージを添えられるも、ローブローで反撃し、さらにムチを諸橋、アントンに振るい、諸橋を恥ずかし固めを決めて「恥ずかしい」と言わせ勝利[5]。
- 5月18日、WAVE仙台大会にて凱旋[6]。

2015年
- ZABUN専属制度廃止に伴い、プロレスリングWAVE&OSAKA女子プロレス兼任所属となる[7]。

2017年
- 10月9日、後楽園大会でレジーナ山下りな戦のベルトに挑戦。奪取。

2018年
- 5月、大石真翔との結婚を発表[8]。
- 12月29日、後楽園ホール大会で現役引退。

## 人物
- 幼い頃から男勝りの性格。
- 高校時代に不登校、引きこもりを経験。引きこもりは今は趣味となっている。
  - これがアイスリボン参戦時ネタになり、同じ元引きこもりの真琴とチームを組んだこともある。
- ひきこもりからの脱却と「家を出たい」との思いから「人前に出る仕事で、東京で寮住まい」との条件で仕事を探していたところ、ネットで見つけたJDスターのオーディションに応募し、合格。プロレスラーの道へと進む。
- 2008年、松本浩代とチーム「3S（Seven Star Sisters）」を結成。3Sとしてアメリカの団体「SHIMMER」のタッグ王座を獲得している。なお、3Sは大畠のZABUN移籍により組まれなくなったが、2012年12月24日のJWP後楽園大会で復活。
- 他選手と自身のコスチュームを交換し合うのが好きで、雑誌の企画にもなっている。
- フリーランス時代の闘獣牙Leon（現：Leon）と練習をともにしていたこともあり、2010年にLeonが提唱した「獅子の穴」にも参加している。2011年に中森華子も加わり、「ラブドライト」としてJWPに参戦している。
- 2010年10月より地元仙台を本拠とするセンダイガールズプロレスリングにおいて「大畠の三つ子の妹」である「杜野都」がデビューしている。なお、杜野都は当初仙女限定であったが、2011年10月26日のアイスリボンに参戦している。
- プロレスリングWAVEにおいては、JD時代の大先輩、桜花由美とのヒールタッグとして暗躍し、2011年に結成されたヒール軍団のリーダーとなった。チーム名は公募にかけられ、2月14日に「ブラック・ダリア」に決定。ブラック・ダリアは2012年8月のホワイトテイルズとの興行戦争に敗れ解散している。解散直前の大会で桜花との抗争が勃発し、その後は同郷である藤本つかさ（アイスリボン）とのタッグ、2013年からは紫雷美央も加わった「クローズ」で活動している。
- OSAKA女子プロレスではこれまた大畠そっくりなキャラクターレスラー「三崎グリ子」が登場している。
- 覆面レスラー「MI・SA・KI」として覆面MANIAなどに登場したこともある。
- みちのくプロレスでは大畠の覆面レスラー「ヤッペーマン3号」が登場している。
- 高橋みなみに似てると言われたきっかけは、本人が高橋のファンなので、髪型等をマネするようになり、中川ともかからも似てると言われ[9]、ファンからも似てると言われるようになった[1]。
- 2013年7月29日のセンダイガールズプロレスリング宮城野区文化センター大会の試合後、杜野都の無期限欠場を発表。理由は「行方不明だった三女がガラパゴス諸島に居る事が分かったので、修行がてら探しに行く」とのこと[10]。
- 2013年8月に所属するZABUNの人事部長に昇格し、WAVEのマッチメイクを担当することになった。
- 2018年5月25日、DDTプロレスリング所属の大石真翔と結婚を発表。

## 得意技
- スカイブルー・スープレックス・ホールド

相手の右手を相手の股下から右手で取り相手の左腕はチキンウィングに捕らえてのスープレックス。
- ブルーダリア

変形の逆打ち。
- ブルークラッチ

変形首固め。
- 花マルどっかん

リストクラッチフィッシャーマンバスター。前村早紀から伝承された技。
- 逆逆エビ固め

相手と同じ方向を向く形のリバースの逆エビ固め。相手の足をクラッチする際に自身の胸が強調される。

## タイトル歴
- 第3代SHIMMERタッグ王座（パートナーは松本浩代）
- 第17代&第7代JWP認定ジュニア&POP王座
- 第2代TLW世界女子ヤングタッグ王座（パートナーは春日萌花）
- 第7代、第9代、第13代Regina di WAVE王座
- Catch the WAVE2013優勝
- 第4代、第14代WAVE認定タッグ王座（パートナーは藤本つかさ→紫雷美央）
- 第39代インターナショナル・リボンタッグ王座（パートナーは水波綾）

## 入場テーマ曲
- 恋のメガラバ（マキシマムザホルモン）
- Hot Ride（The Prodigy）ブラックダリアのテーマ曲

## DVD
- 第4回ジュニア・オールスター戦「大畠美咲対大木香戦」（neoplus）
- 格闘美〜Dreamer06〜「大畠美咲対松本浩代戦ほか」（JDスター女子プロレス）

## 出演
- IDOL WRESTLER EXHIBITION アイドル×レスラー展（2018年3月13日 – 25日、銀座・ヴァニラ画廊）[11]